# Darogha Ubbas Alli
Pour les articles homonymes, voir Alli.
Darogha Ubbas Alli était un ingénieur et photographe indien du XIXe siècle. Dans les années 1870, en retraite de son poste d'ingénieur municipal à Lucknow, il commença de photographier la ville et ses environs. Il publia cinquante de ces photographies dans un album titré The Lucknow Album en 1874. En 1880, il publia un nouvel album photographique, An Illustrated Historical Album of Rajas and Taaluqdars of Oudh, comprenant des images de la haute société de l'Awadh.